# العلاقات اللوكسمبورغية المالية
العلاقات اللوكسمبورغية المالية هي العلاقات الثنائية التي تجمع بين لوكسمبورغ ومالي.

## مقارنة بين البلدين
هذه مقارنة عامة ومرجعية للدولتين:
| وجه المقارنة                                              | لوكسمبورغ                                                     | مالي            |
| --------------------------------------------------------- | ------------------------------------------------------------- | --------------- |
| المساحة (كم2)                                             | 2.59 ألف                                                      | 1.24 مليون      |
| عدد السكان (نسمة)                                         | 599.45 ألف                                                    | 18.54 مليون     |
| الكثافة السكانية (ن./كم²)                                 | 231.45                                                        | 14.95           |
| العاصمة                                                   | لوكسمبورغ                                                     | باماكو          |
| اللغة الرسمية                                             | اللغة اللوكسمبورغية، لغة فرنسية، اللغة الألمانية              | لغة فرنسية      |
| العملة                                                    | يورو، فرنك لوكسمبورغ                                          | فرنك غرب أفريقي |
| الناتج المحلي الإجمالي (بليون دولار)                      | 62.40 مليار                                                   | 15.29 مليار     |
| الناتج المحلي الإجمالي (تعادل القوة الشرائية) بليون دولار | 58.13 مليار                                                   | 35.69 مليار     |
| الناتج المحلي الإجمالي الاسمي للفرد دولار أمريكي          | 101.45 ألف                                                    | 724             |
| الناتج المحلي الإجمالي للفرد دولار أمريكي                 | 101.93 ألف                                                    | 1.60 ألف        |
| مؤشر التنمية البشرية                                      | 0.892                                                         | 0.419           |
| رمز المكالمات الدولي                                      | +352                                                          | +223            |
| رمز الإنترنت                                              | .lu                                                           | .ml             |
| المنطقة الزمنية                                           | توقيت وسط أوروبا، ت ع م+01:00، ت ع م+02:00، أوروبا/لوكسمبورج ‏ | 00              |

## منظمات دولية مشتركة
يشترك البلدان في عضوية مجموعة من المنظمات الدولية، منها:
| علم المنظمة | اسم المنظمة                               | تاريخ انضمام لوكسمبورغ | تاريخ انضمام مالي |
| ----------- | ----------------------------------------- | ---------------------- | ----------------- |
|             | البنك الإفريقي للتنمية                    | ?                      | ?                 |
|             | البنك الدولي للإنشاء والتعمير             | 27 ديسمبر 1945         | 27 سبتمبر 1963    |
|             | المركز الدولي لتسوية المنازعات الاستشارية | 29 أغسطس 1970          | 2 فبراير 1978     |
|             | منظمة التجارة العالمية                    | ?                      | ?                 |
|             | منظمة حظر الأسلحة الكيميائية              | ?                      | ?                 |
|             | الفريق المعني برصد الأرض                  | ?                      | ?                 |
|             | الأمم المتحدة                             | 24 أكتوبر 1945         | 28 سبتمبر 1960    |
|             | منظمة الشرطة الجنائية الدولية             | ?                      | ?                 |
|             | وكالة ضمان الاستثمار متعدد الأطراف        | 29 أغسطس 1991          | 22 أكتوبر 1992    |
|             | يونسكو                                    | 27 أكتوبر 1947         | 7 نوفمبر 1960     |
|             | مؤسسة التنمية الدولية                     | 4 يونيو 1964           | 27 سبتمبر 1963    |
|             | مؤسسة التمويل الدولية                     | 4 أكتوبر 1956          | 9 مايو 1978       |
|             | الاتحاد البريدي العالمي                   | ?                      | ?                 |
|             | الاتحاد الدولي للاتصالات                  | 2 مارس 1866            | 21 أكتوبر 1960    |

## وصلات خارجية
- موقع وزارة الخارجية اللوكسمبورغية